# Gare de Sains-du-Nord
La gare de Sains-du-Nord est une gare ferroviaire française de la ligne de Fives à Hirson, située sur le territoire de la commune de Sains-du-Nord dans le département du Nord, en région Hauts-de-France.
C'est une halte voyageurs de la Société nationale des chemins de fer français (SNCF) desservie par des trains TER Hauts-de-France.

## Situation ferroviaire
Établie à 200 mètres d'altitude, la gare de Sains-du-Nord est située au point kilométrique (PK) 100,256 de la ligne de Fives à Hirson, entre les gares ouvertes d'Avesnelles et de Fourmies.

## Service des voyageurs

### Accueil
Halte SNCF, c'est un point d'arrêt non géré (PANG) à accès libre. Elle est équipée d'automates pour l'achat de titres de transport.

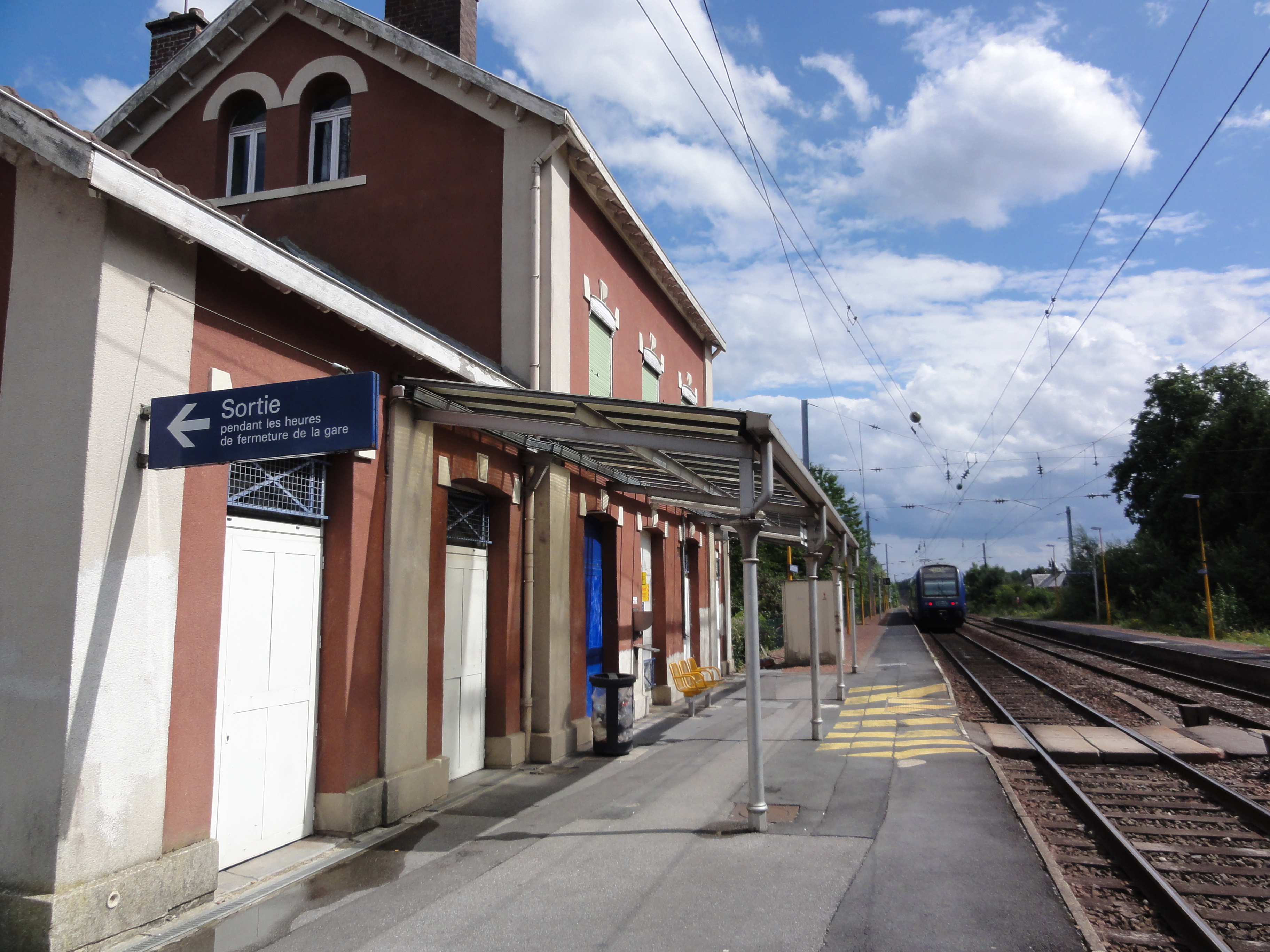
La halte et l'ancien bâtiment voyageurs.

### Desserte
Sains-du-Nord est desservie par des trains TER Hauts-de-France qui effectuent des missions entre les gares : de Lille-Flandres et d'Hirson, ou Charleville-Mézières.

### Intermodalité
Un parc pour les vélos et un parking pour les véhicules y sont aménagés.